# Тріша Фаллон
Тріша Фаллон (англ. Trisha Fallon, 23 липня 1972) — австралійська баскетболістка.
Срібна призерка Олімпійських Ігор 2000, 2004 років, бронзова призерка 1996 року.
Бронзова призерка 2002 року.